# Pernille Harder (football)
Pour les articles homonymes, voir Pernille Harder.
Pernille Harder, née le 15 novembre 1992, est une footballeuse internationale danoise. Elle joue au poste d'attaquante avec le Bayern Munich, club qu'elle a rejoint en 2023.
Elle est élue meilleure joueuse par l'UEFA en 2018 et en 2020.

## Biographie
Elle commence sa carrière en 2007 avec l'équipe de Viborg. Sélectionnée dès 2009 avec le Danemark, elle devient rapidement une joueuse majeure du championnat danois. Elle rejoint en 2010 le club d'IK Skovbakken, où elle marque 22 buts en 27 matchs. 
Pernille signe ensuite en Suède en faveur du FC Linkopings. Harder choisit un club suédois pour sa prochaine destination, car elle souhaite relever un nouveau défi, mais aussi parce qu'elle souhaite rester en Scandinavie. En septembre 2013, elle marque les quatre buts de la victoire de Linköpings face au Sunnanå SK (4-1), et s'impose comme une joueuse majeure du championnat suédois. En 2015, elle marque 17 buts en 22 matchs et se voit élue par la même occasion attaquante de l'année, elle partage alors la scène avec Zlatan Ibrahimović, vainqueur du trophée masculin. 
Harder connaît un nouveau succès lors de la saison 2016 de Damallsvenskan, conservant le titre de joueuse de l'année de la Ligue. Ses 23 buts en championnat permettent à Linköping de remporter le titre de champion de Damallsvenskan. Ayant alors l'objectif de rejoindre les plus grands clubs de football féminin, l'agent de Harder annonce en novembre 2016 qu'elle quitte Linköping pour un nouveau défi. En décembre 2016, Harder signe un contrat de deux ans et demi avec le VfL Wolfsburg, contrat entrant en vigueur à partir de janvier 2017.
En 2017-2018, elle parvient jusqu'à la finale de la Ligue des champions, ou elle perd 4-1 lors des prolongations contre l'Olympique lyonnais. En 2018, elle est élue joueuse de l'année de l'UEFA, et termine meilleure buteuse de la Bundesliga.
Le 8 octobre 2018, la joueuse est nommée parmi les quinze prétendantes au titre du premier Ballon d'or féminin (elle se classera 2e derrière Ada Hegerberg).
Le 1er septembre 2020, elle s'engage pour trois saisons à partir de l'été 2020 en faveur de Chelsea. Le montant du transfert est estimé à 350 000 €, faisant d'elle la joueuse la plus chère de l'histoire.

## Statistiques détaillées
| Saison                | Club                  | Championnat           | Championnat | Championnat | Coupe nationale | Coupe nationale | Coupe de la Ligue | Coupe de la Ligue | Compétition(s) continentale(s) | Compétition(s) continentale(s) | Compétition(s) continentale(s) | Total | Total |
| Saison                | Club                  | Division              | M.          | B.          | M.              | B.              | M.                | B.                | Comp.                          | M.                             | B.                             | M.    | B.    |
| 2012                  | Linköpings FC         | Damallsvenskan        | 10          | 3           | 0               | 0               | -                 | -                 | -                              | -                              | -                              | 10    | 3     |
| 2013                  | Linköpings FC         | Damallsvenskan        | 21          | 17          | 4               | 2               | -                 | -                 | -                              | -                              | -                              | 25    | 19    |
| 2014                  | Linköpings FC         | Damallsvenskan        | 14          | 10          | 6               | 10              | -                 | -                 | WCL                            | 4                              | 1                              | 24    | 21    |
| 2015                  | Linköpings FC         | Damallsvenskan        | 21          | 17          | 5+1             | 8+0             | -                 | -                 | WCL                            | 2                              | 0                              | 29    | 25    |
| 2016                  | Linköpings FC         | Damallsvenskan        | 22          | 24          | 4+1             | 2+0             | -                 | -                 | -                              | -                              | -                              | 27    | 26    |
| Sous-total            | Sous-total            | Sous-total            | 88          | 71          | 21              | 22              | 0                 | 0                 | -                              | 6                              | 1                              | 115   | 94    |
| 2016-2017             | VfL Wolfsburg         | Bundesliga            | 12          | 6           | 3               | 2               | -                 | -                 | WCL                            | 2                              | 0                              | 17    | 8     |
| 2017-2018             | VfL Wolfsburg         | Bundesliga            | 21          | 17          | 3               | 2               | -                 | -                 | WCL                            | 8                              | 8                              | 32    | 27    |
| 2018-2019             | VfL Wolfsburg         | Bundesliga            | 21          | 18          | 5               | 5               | -                 | -                 | WCL                            | 6                              | 8                              | 32    | 31    |
| 2019-2020             | VfL Wolfsburg         | Bundesliga            | 21          | 27          | 5               | 2               | -                 | -                 | WCL                            | 7                              | 9                              | 33    | 38    |
| Sous-total            | Sous-total            | Sous-total            | 75          | 68          | 16              | 11              | 0                 | 0                 | -                              | 23                             | 25                             | 114   | 104   |
| 2020-2021             | Chelsea FC            | WSL                   | 22          | 9           | 3               | 1               | 4                 | 3                 | WCL                            | 9                              | 4                              | 38    | 17    |
| 2021-2022             | Chelsea FC            | WSL                   | 16          | 6           | 4               | 3               | 3                 | 4                 | WCL                            | 4                              | 2                              | 27    | 15    |
| 2022-2023             | Chelsea FC            | WSL                   | 10          | 8           | 1               | 0               | -                 | -                 | WCL                            | 4                              | 3                              | 15    | 11    |
| Sous-total            | Sous-total            | Sous-total            | 48          | 23          | 8               | 4               | 7                 | 7                 | -                              | 17                             | 9                              | 80    | 43    |
| 2023-2024             | Bayern Munich         | Bundesliga            | 15          | 9           | 5               | 4               | -                 | -                 | C1                             | 3                              | 0                              | 23    | 13    |
| 2024-2025             | Bayern Munich         | Bundesliga            | 6           | 4           | 1+1             | 0               | -                 | -                 | C1                             | 2                              | 4                              | 10    | 8     |
| Sous-total            | Sous-total            | Sous-total            | 21          | 13          | 7               | 4               | 0                 | 0                 | -                              | 5                              | 4                              | 33    | 21    |
| Total sur la carrière | Total sur la carrière | Total sur la carrière | 232         | 175         | 52              | 41              | 7                 | 7                 | -                              | 51                             | 39                             | 342   | 262   |

## Palmarès
- Équipe du Danemark
  - Championnat d'Europe
    - Finaliste : 2017

- Linköpings FC
  - Damallsvenskan
    - Championne : 2016

  - Svenska Cupen
    - Vainqueur : 2014, 2015

- VfL Wolfsburg
  - Ligue des champions
    - Finaliste : 2018 et 2020

  - Bundesliga
    - Championne : 2016-2017, 2017-2018, 2018-2019 et 2019-2020

  - DFB-Pokal
    - Vainqueur : 2016-2017, 2017-2018, 2018-2019 et 2019-2020

- Chelsea Ladies
  - Vainqueur du championnat d'Angleterre en 2021 et 2023
  - Vainqueur de la Coupe d'Angleterre en 2023

## Distinctions personnelles
- Espoir danoise de l'année : 2010
- Meilleure joueuse de la Damallsvenskan : 2015, 2016
- Meilleure buteuse de la Damallsvenskan : 2018
- Joueuse danoise de l'année : 2012, 2015, 2016, 2017, 2018, 2019, 2020
- Meilleure buteuse de la Bundesliga : 2018[4], 2020[5]
- Équipe type de l'Euro : 2017
- Équipe type de la Ligue des champions : 2017, 2018
- Meilleure joueuse UEFA : 2018[6], 2020[7]
- Prix du Guardian de la meilleure joueuse du monde : 2018[8], 2020[9]
- Nommée dans l'équipe type de la FIFA FIFPro Women's World11 en 2017 et en 2020.

## Vie privée
Pernille Harder partage sa vie avec Magdalena Eriksson, la défenseure gauche du Bayern Munich et de la Suède. Elles sont ensemble depuis mai 2014.